# Cuerno del chacal

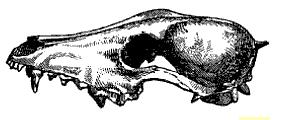
Ilustración de un cuerno de chacal (1861).

El cuerno del chacal es un cuerno en forma de cono, el cual ocasionalmente se presenta en los cráneos de chacales dorados. El mismo es un crecimiento óseo que se encuentra en la parte posterior del cráneo. Normalmente este cuerno mide 1 cm de longitud, y está cubierto por piel. En la mitología urbana el cuerno está asociado con poderes mágicos, principalmente en el sur de Asia.

## Creencias
Los nativos de Sri Lanka llaman a este crecimiento narric-comboo, y tradicionalmente tanto los tamiles como los  cingaleses lo consideran un poderoso amuleto, el cual pueden conceder deseos y reaparecer ante su dueño cuando si se lo ha  perdido. Algunos cingaleses creen que el cuerno puede hacer "invulnerable" en cualquier pleito judicial a quien lo tenga consigo.
Según curanderos y brujos de Nepal, un cuerno de chacal puede utilizarse para ganar partidas de juegos de azar y para alejar espíritus malignos. Los miembros de la tribu Tharu de Bardia, Nepal creen que los cuernos de chacal son retráctiles y solo sobresalen cuando los chacales aúllan a coro. Un cazador que consigue extraer el cuerno lo colocará en un cofre de plata con polvo Bermellón, el cual el cual según la creencia sirve de sustento al objeto. El pueblo Tharu cree que el cuerno puede otorgar al propietario la capacidad de ver en la oscuridad y seducir a las mujeres.
En algunas zonas, el cuerno se denomina Seear Singhi (composición de la palabra persa "Seah" que significa negro, y "Singh" que significa cuerno en hindi) y se lo cuelga en torno al cuello de los niños. El cuerno a veces es ofrecido a la venta por personas de casta baja, aunque muchas veces se trata de imitaciones fabricadas con asta de ciervo.
En Bengala existe la creencia que si se lo coloca dentro de una caja fuerte, el cuerno de chacal tiene el poder de multiplicar por tres el monto de dinero depositado en la caja fuerte. Algunos estafadores Sansi de Bengala a veces utilizan cuernos de chacal falsos para hacer que personas desprevenidas confíen en ellos, y se ofrecen a colocar el cuerno en la caja fuerte de dicha persona para así descubrir donde la tiene escondida.